# Storia economica del Regno Unito
La storia economica del Regno Unito tratta della storia economica dell'Inghilterra e della Gran Bretagna dal 1500 all'inizio del XX secolo. (Per i periodi anteriori vedi Economia dell'Inghilterra medievale e Storia economica della Scozia).
Dopo essere diventata una delle regioni economiche più prospere d'Europa tra il 1600 e il 1700, la Gran Bretagna guidò la rivoluzione industriale e dominò l'economia europea e mondiale durante il XIX secolo. Fu la principale innovatrice nelle macchine come i motori a vapore (per le pompe, le fabbriche, le locomotive ferroviarie e le navi a vapore), le attrezzature tessili e la fabbricazione di utensili. Inventò il sistema ferroviario e costruì gran parte delle attrezzature usate dalle altre nazioni. Fu anche al primo posto nell'attività bancaria, nell'imprenditoria e nel commercio internazionale e interno. Costruì un Impero britannico globale. Dopo il 1840, abbandonò il mercantilismo e praticò il "libero scambio", riducendo o eliminando tariffe, contingenti e restrizioni. La Royal Navy, la potente Marina Reale, proteggeva i suoi possedimenti globali, mentre il suo sistema legale forniva un sistema poco dispendioso per la risoluzione delle controversie.
Tra il 1870 e il 1900, il prodotto economico pro capite della popolazione in Gran Bretagna e in Irlanda salì del 500 per cento, generando un significativo aumento del tenore di vita. Tuttavia, dalla fine del XIX secolo in poi la Gran Bretagna sperimentò un declino economico relativo poiché altre nazioni come gli Stati Uniti d'America e la Germania recuperarono terreno. Nel 1870, il prodotto pro capite della Gran Bretagna era il secondo più alto del mondo dopo l'Australia. Entro il 1914, era il quarto più alto. Nel 1950, il prodotto pro capite della Gran Bretagna era ancora del 30 per cento più avanti dei sei membri fondatori della CEE, ma nel giro di 50 anni era stato sorpassato da molti paesi europei e da parecchi paesi asiatici.

## XVI-XVII secolo

Antico stemma della famiglia Tudor.

Durante il XVI e il XVII secolo, avvennero molti fondamentali cambiamenti economici, che aprirono la strada alla rivoluzione industriale. Specialmente dopo il 1600, la regione del Mare del Nord assunse il ruolo di principale centro economico dell'Europa al posto del Mediterraneo, che prima di questa data, in particolare nell'Italia settentrionale, era stata la parte più altamente sviluppata dell'Europa. La Gran Bretagna, insieme ai Paesi Bassi, nel lungo periodo trasse maggior profitto dall'espansione del commercio nell'Atlantico e in Asia rispetto ai pionieri di questo commercio, la Spagna e il Portogallo, fondamentalmente a causa del successo delle imprese in questi due paesi settentrionali principalmente di proprietà privata, in contrasto con i sistemi economici di proprietà statale in Iberia, presumibilmente di minor successo.
Dopo la peste nera nella metà del XIV secolo e la depressione agricola della fine del XV secolo, la popolazione cominciò ad aumentare. L'esportazione dei prodotti lanieri ebbe come risultato un miglioramento economico generale con i prodotti esportati nell'Europa continentale. Enrico VII negoziò il favorevole trattato dell'Intercursus Magnus nel 1496.
Gli alti salari e l'abbondanza di terra disponibile viste alla fine del XV e all'inizio del XVI secolo furono temporanei. Quando la popolazione si riprese ritornarono i bassi salari e la penuria di terre. Gli storici all'inizio del XX secolo caratterizzavano l'economia di questo periodo in termini di declino generale, riorganizzazione feudale e contrazione agricola. Gli storici posteriori lasciarono da parte questi temi ed evidenziarono le transizioni tra le forme medievali e il progresso dei Tudor.
John Leland lasciò ricche descrizioni delle economie locali di cui fu testimone durante i suoi viaggi dal 1531 al 1560. Egli descrisse mercati, porti, industrie, edifici e collegamenti di trasporto. Mostrò che alcune cittadine si stavano espandendo, attraverso le nuove opportunità commerciali e industriali, specialmente la manifattura dei tessuti. Trovò altre città in declino, e suggerì che l'investimento da parte di imprenditori e benefattori avesse consentito ad alcune cittadine di prosperare. La tassazione era un fattore negativo per la crescita economica, dal momento che era imposta, non sul consumo, ma sugli investimenti di capitale.

### Crescita dell'offerta di moneta
Le colonie spagnole e portoghesi nel Nuovo Mondo esportarono grandi quantità d'argento e oro in Europa, una parte delle quali andò ad alimentare l'offerta di moneta inglese. Vi furono molteplici fattori che contribuirono tutti all'espansione e alla crescita dell'economia inglese, secondo il dottor Nuno Palma dell'Università di Manchester. Le caratteristiche chiave del modello di crescita includevano la specializzazione e il cambiamento strutturale, e gli aumenti nella partecipazione dei mercati. Il nuovo flusso di moneta metallica (argento e oro) aumentò l'offerta di moneta. Invece di cambiali pagate per mezzo di cambiali future, le transazioni commerciali erano sostenute da moneta metallica forte. Questo ridusse i costi di transazione, aumentò la copertura del mercato e aprì incentivi e opportunità per partecipare alle transazioni in contanti. Sorse la domanda di beni di lusso dall'Asia, come seta e pepe, il che creò nuove domande nei mercati di fascia alta. L'aumentata offerta di monetata metallica rese più facile la riscossione delle tasse, permettendo al governo di accrescere la capacità fiscale e di fornire beni pubblici.
Esistevano varie pressioni inflazionistiche; alcune erano dovute a un afflusso di oro dal Nuovo Mondo e a una popolazione crescente. L'inflazione ebbe un effetto negativo sulla ricchezza reale della maggior parte delle famiglie. Ciò preparò la strada alle sollevazioni popolari con l'ampliarsi del divario tra i ricchi e i poveri. Questo fu un periodo di cambiamenti significativi per la maggioranza della popolazione rurale, con i signori feudali che cominciavano il processo delle "recinzioni" terriere (enclosures).

### Esportazioni
Specialmente all'interno dell'Impero britannico, le esportazioni iniziarono ad aumentare notevolmente in questo periodo. Perlopiù le compagnie private commerciavano con le colonie nelle Indie occidentali, in America settentrionale e in India.
La Compagnia dei mercanti avventurieri di Londra mise insieme i principali mercanti d'oltremare di Londra in una compagnia regolata all'inizio del XV secolo, sotto forma di una gilda. La principale attività dei suoi membri era l'esportazione di tessuti, specialmente di lana pettinata bianca (non tinta).  Questo consentiva loro di importare una vasta gamma di beni esteri.

### Industria della lana
I tessuti lanieri erano la principale esportazione e il più importante settore di occupazione dopo l'agricoltura. L'era d'oro dell'industria laniera del Wiltshire fu nel regno di Enrico VIII. Nel periodo medievale, era stata esportata la lana grezza, ma ora l'Inghilterra aveva un'industria, basata sui suoi 11 milioni di pecore. Londra e le città acquistavano la lana dai grossisti, e la inviavano alle famiglie rurali dove la manodopera familiare la trasformava in tessuto. Le famiglie lavavano la lana, la cardavano e la riducevano in fili, che erano poi trasformati in tessuto su un telaio. I mercanti esportatori, noti come mercanti avventurieri, esportavano le lanerie nei Paesi Bassi e in Germania, come pure in altre terre. L'arrivo degli Ugonotti dalla Francia introdusse nuove capacità che espansero l'industria.
L'intervento del governo si rivelò un disastro all'inizio del XVII secolo. Una nuova compagnia convinse il Parlamento a trasferire ad essa il monopolio detenuto dall'antica, consolidata Compagnia dei mercanti avventurieri. Sostenendo che l'esportazione di tessuti semilavorati fosse meno profittevole dell'esportazione dei prodotti finiti, la nuova compagnia spinse il Parlamento a bandire l'esportazione di tessuti semilavorati. Ci fu un massiccio scombussolamento dei mercati, in quanto si accumularono grandi quantità invendute, i prezzi crollarono e la disoccupazione salì. Peggio di tutto, gli Olandesi fecero una rappresaglia e si rifiutarono di importare qualsiasi tessuto finito dall'Inghilterra. Le esportazioni crollarono di un terzo. Rapidamente, il bando fu tolto e i Mercanti avventurieri ripresero il loro monopolio. Tuttavia, le perdite commerciali divennero permanenti.

### Diete
La dieta dipendeva in gran parte dalla classe sociale. I ricchi mangiavano carne di manzo, maiale, carne di cervo e pane bianco, i poveri mangiavano pane nero scuro, con un po' di carne forse a Natale. Tutti bevevano birra, l'acqua era spesso troppo impura per bere. Raramente si mangiavano frutta e verdura. Le spezie ricche erano usate dai ricchi per compensare gli odori della carne vecchia salata. Verdura e frutta non erano popolari. La patata non faceva parte della dieta. I ricchi godevano di dolci come pasticcini, crostate, torte, frutta candita e sciroppo.
Tra i ricchi l'ospitalità privata era una voce importante nel bilancio. Intrattenere una festa regale per alcune settimane poteva essere rovinoso per un nobile. Le locande esistevano per i viaggiatori ma i ristoranti non erano conosciuti.
Sia i ricchi che i poveri avevano diete con carenza nutrizionale. La mancanza di verdure e frutta nella loro dieta causava una carenza di vitamina C, a volte producendo come risultato lo scorbuto.
Il commercio e l'industria fiorirono nel XVI secolo, rendendo l'Inghilterra più prospera e migliorando il tenore di vita delle classi medio-alte. Tuttavia, le classi inferiori non ne beneficiavano molto e non sempre avevano abbastanza cibo. Dato che la popolazione inglese era alimentata dai suoi stessi prodotti agricoli, una serie di cattivi raccolti nel 1590 causò un diffuso disagio.
Nel XVII secolo l'offerta di cibo migliorò. L'Inghilterra non ebbe crisi alimentari dal 1650 al 1725, periodo in cui la Francia fu insolitamente vulnerabile alle carestie. Gli storici sottolineano che i prezzi di avena e orzo in Inghilterra non sempre aumentavano a seguito di un fallimento del raccolto di grano, ma lo facevano in Francia.

### Povertà

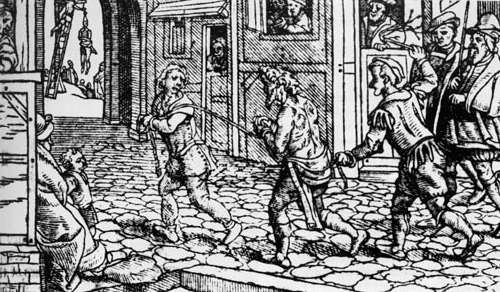
Una xilografia del 1536 circa raffigurante un vagabondo che viene punito nelle strade dell'Inghilterra dei Tudor.

Circa un terzo della popolazione viveva in povertà, con i ricchi che ci si aspettava facessero l'elemosina per assistere i poveri indigenti. La legge dei Tudor era dura con i poveri disabili, cioè quelli incapaci di trovare lavoro. Quelli che lasciavano le loro parrocchie per cercare lavoro erano denominati vagabondi e potevano essere soggetti a punizioni, inclusa la fustigazione e la messa alla gogna.

## XVIII secolo

### La nazione mercantile
Il XVIII secolo fu prospero in quanto gli imprenditori estesero l'ambito dei loro affari intorno al globo. Entro gli anni 1720 la Gran Bretagna era uno dei paesi più prosperi del mondo, e Daniel Defoe si vantava:
Mentre le altre maggiori potenze erano motivate principalmente dalla ricerca di conquiste territoriali, e dalla protezione delle loro dinastie (come le dinastie degli Absburgo e dei Borbone e la Casata degli Hohenzollern in Prussia), la Gran Bretagna aveva un diverso insieme di interessi primari. Il suo principale obiettivo diplomatico (oltre a proteggere la madre patria dall'invasione) era di costruire una rete mondiale di scambi per i suoi mercanti, produttori, spedizionieri e finanzieri. Questo richiedeva una Royal Navy così potente che nessun rivale poteva spazzare via le sue navi dalle rotte commerciali del mondo, o invadere le Isole britanniche. Il governo di Londra potenziò il settore privato incorporando numerose compagnie finanziate privatamente con sede a Londra per stabilire posti di scambio e aprire imprese di import-export in tutto il mondo. A ciascuna compagnia fu affidato un monopolio del commercio verso una determinata regione geografica. La prima impresa fu la Compagnia di Russia istituita nel 1555 per commerciare con la Russia. Altre imprese di spicco includevano la Compagnia delle Indie orientali e la Compagnia della Baia di Hudson in Canada. La Compagnia degli avventurieri reali per il commercio con l'Africa era stata istituita nel 1662 per commerciare in oro, avorio e schiavi in Africa; fu rifondata come Compagnia reale africana nel 1672 e si concentrò sul commercio degli schiavi. Il coinvolgimento britannico in ciascuna delle quattro maggiori guerre, dal 1740 al 1783, fruttò lauti guadagni in termini commerciali. Perfino la perdita delle 13 colonie fu compensata da una relazione commerciale molto favorevole dai nuovi Stati Uniti d'America. I Britannici ottennero il dominio nel commercio con l'India e dominarono in larga misura i traffici altamente lucrosi degli schiavi, dello zucchero e dei commerci che avevano origine in Africa occidentale e nelle Indie occidentali. Le esportazioni balzarono da 6,5 milioni di sterline nel 1700, a 14,7 milioni nel 1760 e 43,2 milioni nel 1800. Le altre potenze istituirono monopoli simili su una scala molto più piccola; soltanto i Paesi Bassi enfatizzavano gli scambi quanto l'inghilterra.
La maggior parte delle compagnie guadagnarono buoni profitti, ed enormi fortune personali furono create in India. Tuttavia, ci fu un importante fallimento che causò pesanti perdite. La Bolla dei Mari del Sud era un'impresa commerciale che esplose in uno scandalo. Derivò dalle iniziative promosse dalla South Sea Company, una società commerciale privata apparentemente costituita in maniera del tutto simile alle altre compagnie mercantili, con un'attenzione particolare al Sudamerica. Il suo scopo effettivo era di rinegoziare precedenti prestiti del governo con alti interessi ammontanti a 31 milioni di sterline attraverso la manipolazione e la speculazione di mercato. Emise così azioni quattro volte nel 1720 che raggiunsero circa 8.000 investitori. I prezzi continuavano ad andare alle stelle ogni giorno, da 130 a 1.000 sterline per azione, con gli operatori all'interno della società che facevano enormi profitti cartacei. La bolla crollò nel giro di una notte, rovinando molti speculatori. Le indagini mostrarono che le tangenti erano arrivate in alto loco, perfino al re. Il suo principale ministro Robert Walpole riuscì a ridimensionare la vendita con il minimo danno politico ed economico, anche se alcuni di coloro che erano stati rovinati fuggirono in esilio o commisero suicidio.

### L'età del mercantilismo
La base dell'Impero britannico fu fondata nell'età del mercantilismo, una teoria economica che sottolineava la massimizzazione del commercio al di fuori dell'impero, e tentava di indebolire le imprese rivali. L'Impero britannico del XVIII secolo era basato sui precedenti possedimenti inglesi d'oltremare, che cominciarono a prendere forma alla fine del XVI e e all'inizio del XVII secolo, con l'insediamento inglese delle Indie occidentali come Trinidad e Tobago, le Bahamas, le Isole Sopravento Settentrionali, le Barbados, la Giamaica e le Bermuda, e della Virginia, una delle Tredici colonie che nel 1776 divennero gli Stati Uniti, come pure delle Province marittime di quello che è ora il Canada. Le isole dei Caraibi con le piantagioni di zucchero, dove la schiavitù divenne la base dell'economia, comprendevano le colonie più redditizie dell'Inghilterra. Anche le colonie americane usavano il lavoro degli schiavi nella coltivazione del tabacco, dell'indaco e del riso nel sud. L'impero americano dell'Inghilterra, e in seguito della Gran Bretagna, fu espanso lentamente mediante la guerra e la colonizzazione. La vittoria sui Francesi durante la Guerra dei sette anni diede alla Gran Bretagna il controllo su quello che è ora il Canada orientale.
Il mercantilismo fu la politica basilare imposta dalla Gran Bretagna alle sue colonie. Il mercantilismo significava che il governo e i mercanti diventavano soci con l'obiettivo di aumentare il potere politico e la ricchezza privata, escludendo altri imperi. Il governo proteggeva i suoi mercanti e teneva lontani gli altri mediante barriere commerciali, regolamenti e sussidi alle industrie nazionali al fine di massimizzare le esportazioni da e minimizzare le esportazioni verso il regno. Gli Atti di navigazione (Navigation Acts) della fine del XVII secolo fornirono il fondamento per la politica mercantilista. Essi richiedevano che tutto il commercio si svolgesse su navi inglesi, gestite da equipaggi inglesi (questo termine in seguito abbracciò tutti i Britannici dopo che gli Atti di Unione del 1707 (Acts of Union 1707) unirono la Scozia con l'Inghilterra). I coloni erano tenuti a vendere i loro prodotti e le loro materie prime prima di tutto alla Gran Bretagna, dove l'eccedenza veniva poi rivenduta dai mercanti britannici ad altre colonie dell'Impero britannico o a mercati esterni che fornivano guadagni in metalli preziosi. Alle colonie era proibito commerciare direttamente con altre nazioni o con imperi rivali. Lo scopo era di mantenere le colonie nordamericane e caraibiche come economie agricole orientate verso la produzione di materie prime per l'esportazione in Gran Bretagna. La crescita dell'industria nativa era perciò scoraggiate, al fine di mantenere le colonie dipendenti dalla Gran Bretagna per i loro beni finiti.
Il governo dovette combattere il contrabbando, che divenne nel XVIII secolo una delle tecniche preferite delle colonie americane per aggirare le restrizioni al commercio con i Francesi, gli Spagnoli o gli Olandesi. Lo scopo del mercantilismo era di gestire avanzi commerciali, così che oro e argento affluissero a Londra. Il governo prendeva la sua quota attraverso i dazi e le tasse, con il resto che andava ai mercanti in Gran Bretagna. Il governo spendeva poi gran parte delle sue entrate in una superba Marina Reale, che non solo proteggeva le colonie britanniche, ma minacciava le colonie degli altri imperi, e a volte le conquistava. Così la Marina britannica catturò Nuova Amsterdam (New York) nel 1664. Le colonie erano mercati prigionieri per l'industria britannica, e lo scopo era di arricchire la madrepatria.

### Manifattura
Oltre ai prodotti lanieri, dopo il 1600 divenne importante la manifattura di tessuti di cotone, seta e lino, come carbone e acciaio.

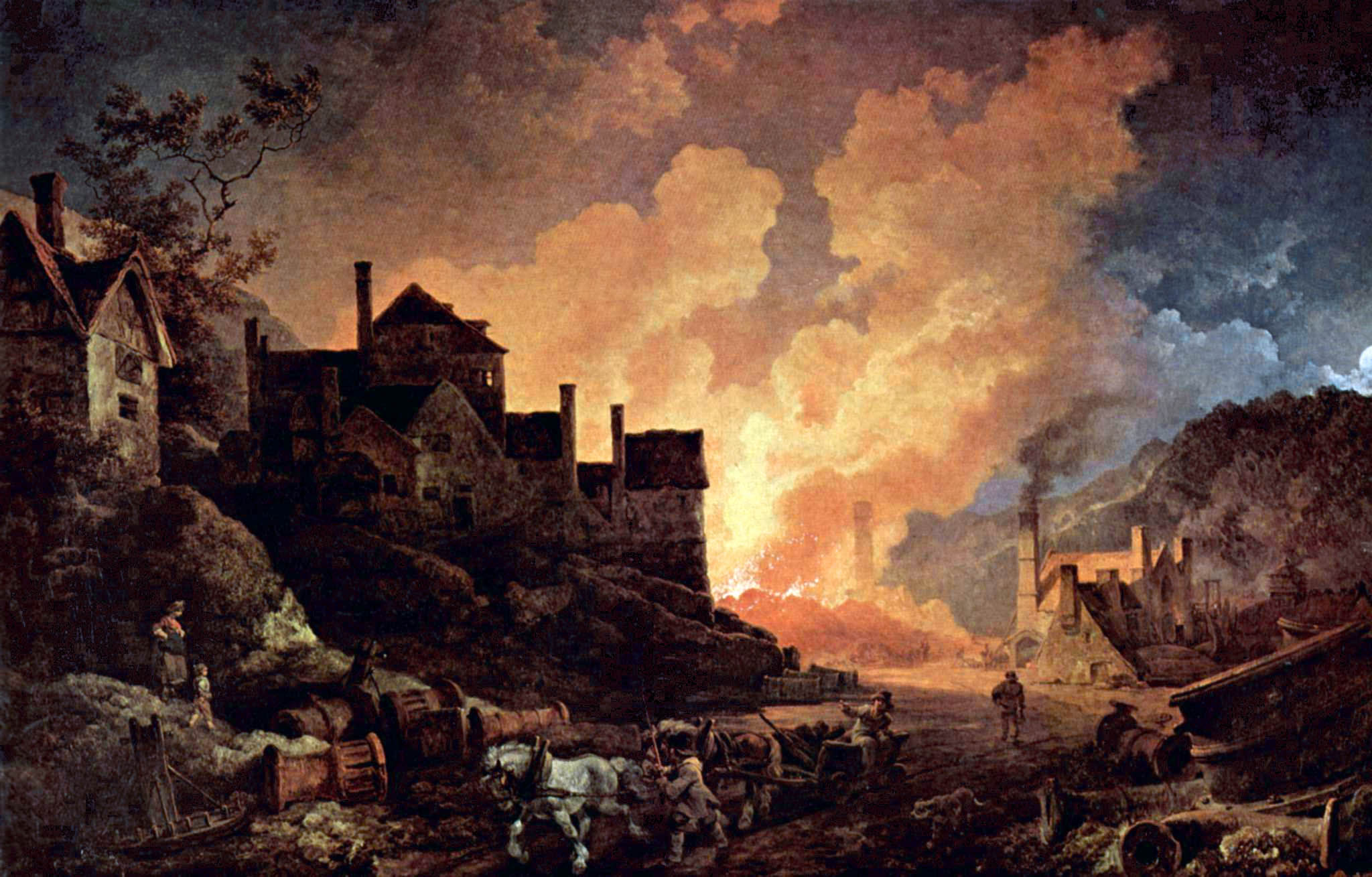
Coalbrookdale di notte, 1801. Gli altiforni illuminano la città di Coalbrookdale mentre fabbrica il ferro.

Nel 1709, Abraham Darby I fondò un altoforno alimentato a carbon coke per produrre ghisa, sostituendo il carbone di legna, pur continuando a usare gli altiforni. La conseguente disponibilità di ferro a buon non costoso fu uno dei fattori che condussero alla rivoluzione industriale. Verso la fine del XVIII secolo, la ghisa cominciò a sostituire il ferro battuto per certi fini, perché era più a buon mercato. Il contenuto di carbonio nel ferro non fu individuato come la ragione per le differenze nelle proprietà del ferro battuto, della ghisa e dell'acciaio fino al XVIII secolo.

### La rivoluzione industriale
In un periodo approssimativamente databile dagli anni 1770 agli anni 1820, la Gran Bretagna sperimentò un processo accelerato di cambiamento economico che trasformò un'economia in gran parte agraria nella prima economia industriale del mondo. Il fenomeno è noto come la "rivoluzione industriale", dal momento che i cambiamenti furono di vasta portata e permanenti in molte aree della Gran Bretagna, specialmente nelle città in via di sviluppo.
I cambiamenti economici, istituzionali e sociali furono fondamentali per l'emergere della rivoluzione industriale. Mentre l'assolutismo rimase la forma normale di governo nella maggioranza delle parti d'Europa, nel Regno Unito si creò un fondamentale equilibrio di potere dopo le rivoluzioni del 1640 e del 1688. Il nuovo assetto istituzionale assicurò i diritti di proprietà e la sicurezza pubblica e sostenne in tal modo l'emergere di una classe media economicamente prospera. Un altro fattore fu il cambiamento nei modelli matrimoniali durante questo periodo. Sposarsi più tardi permise ai giovani di acquisire più istruzione, accumulando in tal modo più capitale umano tra la popolazione. Questi cambiamenti accrebbero i mercati lavorativo e finanziario, già relativamente sviluppati, aprendo la strada alla rivoluzione industriale che iniziò nella metà del XVIII secolo.
La Gran Bretagna fornì i fondamenti legali e culturali che consentirono agli imprenditori di essere pionieri della rivoluzione industriale. A partire dall'ultima parte del XVIII secolo, vi fu una transizione in alcuni settori dell'economia della Gran Bretagna, precedentemente basati sul lavoro manuale e sugli animali da tiro verso la manifattura basata sulle macchine. Iniziò con la meccanizzazione delle industrie tessili, lo sviluppo delle tecniche siderurgiche e l'aumentato uso di carbone raffinato. L'espansione del commercio fu consentita dall'introduzione dei canali, delle strade migliorate e delle ferrovie. Le fabbriche attirarono migliaia di persone dal lavoro a bassa produttività in agricoltura ai lavori urbani ad alta produttività.
L'introduzione del motore a vapore alimentato primariamente da carbone, il più ampio utilizzo delle ruote idrauliche e di macchine a motore (principalmente nella manifattura tessile) furono alla base dei notevoli aumenti della capacità di produzione. Lo sviluppo di macchine utensili tutte di metallo nei primi due decenni del XIX secolo facilitò la fabbricazione di ulteriori macchine produttive per la manifattura in altre industrie. Gli effetti si diffusero in tutta l'Europa occidentale e l'America settentrionale durante il XIX secolo, alla fine interessando la maggior parte del mondo, un processo che continua come industrializzazione.
Secondo Max Weber, i fondamenti di questo processo di cambiamento possono essere fatti risalire all'etica dei Puritani del XVII secolo. Questa produsse personalità moderne sintonizzate con l'innovazione e dedite a un'etica del lavoro, ispirando élite terriere e mercantili sensibili ai benefici della modernizzazione e un sistema di agricoltura in grado di produrre forniture di cibo sempre più a buon mercato. A ciò si deve aggiungere l'influenza dell'anticonformismo religioso, che aumentò l'alfabetizzazione e inculcò un'"etica protestante del lavoro" tra artigiani qualificati.
Una lunga serie di buoni raccolti, a partire dalla prima metà del XVIII secolo, ebbe come risultato un aumento del reddito disponibile e una conseguente domanda crescente di beni manifatturieri, particolarmente di tessili. L'invenzione della spoletta volante da parte di John Kay consentì alla stoffa più larga di essere tessuta più velocemente, ma creò anche una domanda di filati che non poteva essere soddisfatta. Così, i principali progressi tecnologici associati alla rivoluzione industriale riguardarono la filatura. James Hargreaves creò la giannetta, un dispositivo che poteva eseguire il lavoro di numerosi filatoi manuali. Tuttavia, mentre questa invenzione poteva essere azionata a mano, il telaio idraulico, inventato da Richard Arkwright, poteva essere alimentato da una ruota idraulica. In verità, ad Arkwright si attribuisce l'introduzione diffusa del sistema di fabbrica in Gran Bretagna, ed è il primo esempio del proprietario di stabilimenti e industriale di successo nella storia britannica. Il telaio idraulico, tuttavia, fu presto soppiantato dal filatoio intermittente (un incrocio tra un telaio idraulico e una giannetta) inventato da Samuel Crompton. I filatoi furono in seguito costruiti in ferro dalla Messrs. Horrocks di Stockport.
Poiché erano azionati ad acqua, i primi stabilimenti furono costruiti in località rurali accanto a torrenti o fiumi. I villaggi degli operai furono creati intorno ad essi, come New Lanark Mills in Scozia. Queste filande ebbero come risultato il declino del sistema domestico, nel quale la filatura con vecchie e lente attrezzature veniva intrapresa in casette rurali.
Il motore a vapore fu inventato e divenne una fonte di energia che sorpassò le cascate e la trazione animale. Il primo motore a vapore funzionale fu inventato da Thomas Newcomen, e fu usato per pompare acqua fuori dalle miniere. Un motore a vapore molto più potente fu inventato da James Watt; aveva un motore a movimento alternativo capace di azionare dei macchinari. I primi stabilimenti tessili cominciarono ad apparire nell'ultimo quarto del XVIII secolo, e questo trasformò la rivoluzione industriale in un fenomeno urbano, contribuendo grandemente all'apparizione e alla rapida crescita delle città industriali.
Il progresso del settore tessile presto superò di molto le originali provviste di materie prime. Alla svolta del XIX secolo, il cotone americano importato aveva sostituito la lana nel Nord Ovest dell'Inghilterra, benché la lana rimanesse il principale tessile nello Yorkshire. I tessili sono stati identificati come il catalizzatore del cambiamento tecnologico in questo periodo. L'applicazione della forza motrice del vapore stimolò la domanda di carbone; la domanda di macchinari e binari stimolò la siderurgia; e la domanda di trasporti per spostare le materie prime all'interno e i prodotti finiti all'esterno stimolò la crescita del sistema dei canali e (dopo il 1830) del sistema ferroviario.
Un tale grado senza precedenti di crescita economica non fu sostenuto solo dalla domanda interna. L'applicazione della tecnologia e del sistema di fabbrica crearono tali livelli di produzione di massa e di efficienza dei costi che consentirono ai fabbricanti britannici di esportare stoffe poco costose e altri articoli in tutto il mondo.
Walt Rostow ha assunto gli anni 1790 come il periodo di "decollo" per la rivoluzione industriale. Questo significa che un processo che in precedenza rispondeva a stimoli interni e ad altri esterni cominciò ad autoalimentarsi, e divenne un processo inarrestabile e irreversibile di prolungata espansione industriale e tecnologica.
Alla fine del XVIII secolo e all'inizio del XIX secolo una serie di avanzamenti tecnologici condusse alla rivoluzione industriale. La posizione della Gran Bretagna come il più importante commerciante del mondo contribuì a finanziare la ricerca e la sperimentazione. La nazione aveva anche alcune delle più grandi riserve mondiali di carbone, il principale combustibile della nuova rivoluzione.
Essa fu alimentata anche da un rifiuto del mercantilismo in favore del predominio del capitalismo di Adam Smith. La lotta contro il mercantilismo fu condotta da numerosi pensatori liberali, come Richard Cobden, Joseph Hume, Francis Place e John Roebuck.
Alcuni hanno sottolineato l'importanza delle risorse naturali o finanziarie che la Gran Bretagna riceveva dalle sue molte colonie d'oltremare o che i profitti della tratta degli schiavi britannica tra l'Africa e i Cairaibi contribuirono ad alimentare gli investimenti industriali. È stato rilevato, tuttavia, che la tratta degli schiavi e le piantagioni delle Indie occidentali fornirono menoi del 5% del reddito nazionale britannico durante gli anni della rivoluzione industriale.
La rivoluzione industriale vide una rapida trasformazione dell'economia e della società britanniche. Precedentemente, le grandi industrie dovevano essere vicine alle foreste o ai fiumi per l'energia. L'uso di motori alimentati a carbone permise loro di essere poste nei grandi centri urbani. Queste nuove fabbriche si dimostrarono di gran lunga più efficienti nel produrre i beni dell'industria domestica dell'era precedente. Questi beni fabbricati erano venduti in tutto il mondo, e in Gran Bretagna erano importati materie prime e beni di lusso.

### Impero
Durante la rivoluzione industriale l'impero divenne meno importante e meno apprezzato. La sconfitta britannica nella Guerra d'indipendenza americana (1775-1783) la privò delle sue colonie più grandi e più sviluppate. Questa perdita portò la consapevolezza che le colonie non erano particolarmente vantaggiose dal punto di vista economico per l'economia domestica. Ci si rese conto che i costi di occupazione delle colonie superavano spesso il rendimento finanziario per il contribuente. In altre parole, l'impero formale non offriva grandi benefici economici quando il commercio sarebbe continuato, indipendentemente dal fatto che le entità politiche oltremare fossero nominalmente sovrane o meno. La rivoluzione americana contribuì a dimostrarlo mostrando che la Gran Bretagna poteva ancora controllare gli scambi con le colonie senza dover pagare per la loro difesa e il loro governo. Il capitalismo incoraggiò i britannici a concedere l'autogoverno alle loro colonie, a partire dal Canada, che divenne unificato e in gran parte indipendente nel 1867, e dall'Australia, che ne seguì l'esempio nel 1901.

### Guerre napoleoniche
Cruciale per il successo della Gran Bretagna nell'affrontare Napoleone fu la sua superiore situazione economica. Essa fu in grado di mobilitare le risorse industriali e finanziarie della nazione e applicarle alla sconfitta della Francia. Con una popolazione di 16 milioni la Gran Bretagna era a malapena la metà della Francia con 30 milioni. In termini di soldati, il vantaggio numerico francese fu compensato dai sussidi britannici che pagarono una grande parte dei soldati austriaci e russi, raggiungendo un picco di circa 450.000 nel 1813.
Ancora più importante, la produzione nazionale britannica rimase forte. Tessile e ferro crebbero nettamente. La produzione di ferro si espanse poiché la domanda di cannoni e munizioni era insaziabile. I prezzi agricoli salirono alle stelle: fu un periodo d'oro per l'agricoltura, anche se carenze di cibo apparvero qua e là. Ci furono rivolte in Cornovaglia, nel Devon e nel Somerset durante le carenze di cibo del 1800-01. Le folle costrinsero i commercianti a consegnare le loro scorte, poiché il cibo veniva distribuito agli affamati dai comitati popolari. Wells conclude che i disordini indicano profondi rancori sociali che si estendevano ben oltre le immediate carenze di cibo. Nel complesso, tuttavia, la produzione agricola è cresciuta del 50% tra il 1795 e il 1815.
Il sistema di contrabbandare prodotti finiti nel continente minò gli sforzi francesi di rovinare l'economia britannica tagliando fuori i mercati. Il settore aziendale, ben organizzato, incanalò i prodotti verso ciò di cui i militari avevano bisogno. Non solo il tessuto britannico forniva le uniformi britanniche, ma vestiva pure gli alleati e in verità anche i soldati francesi. La Gran Bretagna usò il suo potere economico per espandere la Royal Navy, raddoppiando il numero di fregate e aumentando il numero di grandi navi della linea del 50%, aumentando nel contempo il ruolo dei marinai da 15.000 a 133.000 in otto anni dopo l'inizio della guerra nel 1793. La Francia, nel frattempo, vide la sua flotta ridursi di oltre la metà.

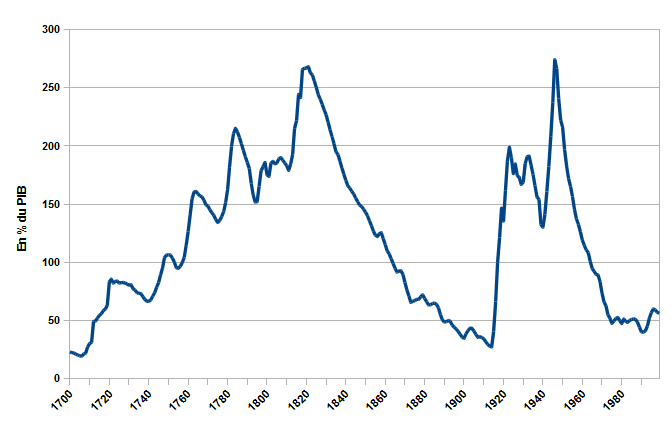
Il debito nazionale del Regno Unito era ad un'alta percentuale record del PIL alla fine delle guerre napoleoniche, ma fu ampiamente rimborsato nel 1914.

Il bilancio britannico nel 1814 raggiunse 66 milioni di sterline, di cui 10 milioni di sterline per la Marina, 40 milioni di sterline per l'esercito, 10 milioni di sterline per gli Alleati e 38 milioni di sterline come interessi sul debito nazionale. Il debito nazionale salì a 679 milioni di sterline, più del doppio del PIL. Esso fu volutamente sostenuto da centinaia di migliaia di investitori e contribuenti, nonostante le maggiori tasse sulla terra e una nuova imposta sul reddito. L'intero costo della guerra ammontava a 831 milioni di sterline. Al contrario, il sistema finanziario francese era inadeguato e le forze di Napoleone dovettero affidarsi in parte alle requisizioni delle terre conquistate.

#### Impatto favorevole a lungo termine
O'Brien esamina l'impatto economico a lungo termine delle guerre napoleoniche, 1793-1815, e le trova generalmente favorevoli, tranne per i danni alla classe operaia. L'economia non fu danneggiata dal dirottamento della forza lavoro all'esercito e alla marina; in termini di distruzione e trasferimento forzoso della ricchezza nazionale, la Gran Bretagna emerse in vantaggio. Il controllo britannico degli oceani si rivelò ottimale per creare un'economia globale di libero scambio, e aiutò la Gran Bretagna a ottenere la parte del leone nell'industria dei trasporti e nei servizi di supporto finanziario mondiali. Gli effetti furono positivi per l'agricoltura e per la maggior parte delle industrie, a parte l'edilizia. Il tasso di formazione del capitale fu alquanto rallentato e il reddito nazionale sarebbe forse cresciuto ancora più velocemente senza la guerra. L'impatto più negativo fu un calo nel tenore di vita delle classi operaie urbane.

## XIX secolo
La Gran Bretagna del XIX secolo era l'economia più ricca e più avanzata del mondo. Il PIL reale per persona raddoppiò quasi nei 90 anni tra il 1780 e il 1870, quando raggiunse i 3.263 dollari pro capite. Questo era un terzo maggiore del PIL per persona negli Stati Uniti, e il 70% superiore sia alla Francia che alla Germania. L'economia era la più industrializzata del mondo, con un terzo della popolazione impiegata nella manifattura entro il 1870 (contestualmente un sesto della forza lavoro negli Stati Uniti era impiegato nella manifattura). Il livello di forza motrice quantificabile del vapore (sia nell'industria che nei trasporti ferroviari), fu misurato a 7.600 cv nel 1880, superato soltanto dagli Stati Uniti. L'urbanizzazione fu così intensa che entro il 1901 l'80% della popolazione britannica. Il numero di città con una popolazione di oltre 50.000 abitanti raggiunse 32 nel 1847–50, il doppio di quello della Germania e quasi cinque volte quello degli Stati Uniti. Entro il 1901 vi erano 74 città britanniche che superavano la soglia minima dei 50.000 abitanti.

### Libero scambio

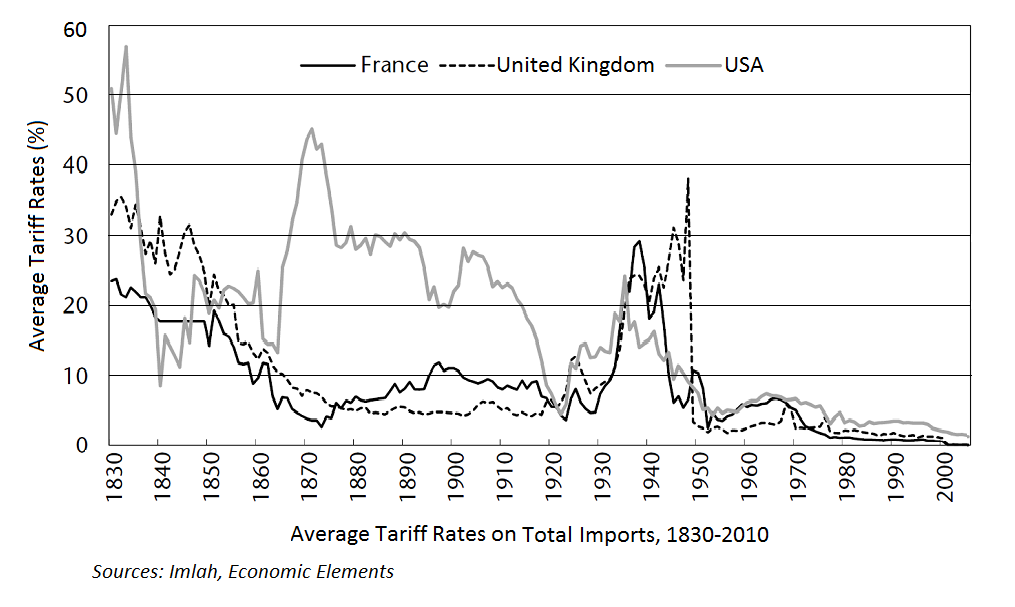
Tariffe doganali (Francia, Regno Unito, Stati Uniti)

Dopo il 1840, la Gran Bretagna abbandonò il mercantilismo e affidò la sua economia al libero scambio, con poche barriere o tariffe. Questo fu particolarmente evidente nell'abrogazione nel 1846 delle Corn Laws, le "Leggi sul grano" che avevano imposto severe tariffe sui cereali importati. La fine di queste leggi aprì il mercato britannico alla concorrenza senza vincoli, i prezzi dei cerali crollarono e il cibo divenne abbondante. Reintroducendo le imposte sul reddito nel 1842 al tasso di 7 pence la sterlina per redditi oltre 150 sterline, il governo di Sir Robert Peel fu in grado di compensare la perdita di gettito e di abrogare i dazi su oltre 700 articoli.
Dal 1815 al 1870, la Gran Bretagna raccolse i benefici di essere la prima nazione moderna, industrializzata del mondo. Si descriveva come "il laboratorio del mondo", che significava che i suoi beni finiti erano prodotti in modo così efficiente e a buon mercato che potevano spesso costringere a svendere beni comparabili di fabbricazione locale in quasi qualsiasi altro mercato. Se le condizioni politiche in un particolare mercato d'oltremare erano abbastanza stabili, la Gran Bretagna poteva dominare la sua economia solo attraverso il libero scambio senza dover ricorrere al dominio formale o al mercantilismo. La Gran Bretagna stava soddisfacendo perfino i bisogni di prodotti industriali di nazioni quali Germania, Francia, Belgio e Stati Uniti. Entro il 1820, il 30% delle esportazioni della Gran Bretagna andava al suo Impero, salendo lentamente al 35% entro il 1910. Fino alla fine del XIX secolo, l'India rimase il gioiello economico della Gran Bretagna sia in termini di importazioni che di esportazioni. Nel 1867, quando le esportazioni britanniche verso il suo Impero totalizzavano 50 milioni di sterline, di questi 21 milioni erano ricavati dal solo mercato indiano. Seconda all'India, ma di gran lunga dietro, era l'Australia, le cui importazioni dalla Gran Bretagna totalizzavano 8 milioni di sterline, seguita dal Canada (5,8 milioni di sterline), Hong Kong (2,5 milioni di sterline), Singapore (2 milioni di sterline) e la Nuova Zelanda (1,6 milioni di sterline). Benché queste cifre fossero indubbiamente significative, esse rappresentavano poco più di un terzo delle esportazioni totali britanniche, la stessa proporzione di oltre quarant'anni prima.
A parte il carbone e il ferro, la maggior parte delle materie prime doveva essere importata così che, negli anni 1830, le principali importazioni erano (in ordine): cotone grezzo (dal Sud America), zucchero (dalle Indie occidentali), lana, seta, tè (dalla Cina), legname (dal Canada), vino, lino, pelli e sego. Entro il 1900, la quota globale della Gran Bretagna aumentò vertiginosamente al 22,8% delle importazioni totali. Entro il 1922, la sua quota globale aumentò ulteriormente al 14,9% delle esportazioni totali e al 28,8% delle esportazioni industriali.

### Annotazioni
1. ↑  Per "compagnia regolata" (regulated company) si intendeva un tipo di società, oggi non più esistente, avente lo scopo di regolare determinate attività artigianali, commerciali e professionali in maniera simile alle odierne associazioni professionali. Cfr. regulated company, su Picchi, Fernando, Dizionario Enciclopedico Economico e Commerciale Inglese-Italiano, Milano, Ulrico Hoepli Editore, 2017.

### Fonti
1. ↑  May (1996).
2. ↑  Baten (2016), p. 13.
3. ↑   Crafts, Nicholas, Britain's Relative Economic Performance, 1870–1999, Londra, Institute of Economic Affairs, 1966, ISBN 978-0-255-36524-6.
4. ↑  Baten (2016), pp. 13-14.
5. ↑   Palliser, David M., The Age of Elizabeth: England under the later Tudors, 1547-1603, Longman, 1983,  p. 300, ISBN 978-0-582-48580-8.
6. ↑   Postan, Michael, Revisions in Economic History. IX.—The Fifteenth Century, in Economic History Review, vol. 9, n. 2, 1939,  pp. 160-167.
7. ↑   Lee, John S., The functions and fortunes of English small towns at the close of the middle ages: evidence from John Leland's Itinerary, in Urban History, vol. 37, n. 1, 2010,  pp. 3-25.
8. ↑   Hoyle, Richard W., Taxation and the mid-Tudor crisis, in Economic History Review, vol. 51, n. 4, 1998,  pp. 649-975, JSTOR 2599567.
9. ↑   Palma, Nuno, Money and modernization in early modern England (PDF), in Financial History Review, prestampa EHES Working Paper n. 147, in linea, febbraio 2019. URL consultato il 30 giugno 2019 (archiviato dall'url originale il 29 aprile 2019).
10. ↑   Wordie, J. R., Deflationary factors in the Tudor price rise, in Past & Present, n. 154, 1997,  pp. 32-70.
11. ↑   Dawson, Ian, The Tudor century, Gardners Books, 1993,  p. 214, ISBN 978-0-17-435063-7.
12. ↑  Baten (2016), pp. 15-16.
13. ↑   Brenner, Robert, Merchants and revolution: commercial change, political conflict, and London's overseas traders, 1550-1653, Verso, 2003, ISBN 978-1-85984-333-8.
14. ↑   Lipson, E., The Economic History of England, Vol. 2: The Age of Mercantilism (Classic Reprint), Forgotten Books, 2018  [1956],  pp. 196-268, ISBN 978-1-334-42473-1.
15. ↑   Ramsay, G. D., The English woollen industry, 1500-1750, Macmillan Press, 1982, ISBN 978-0-333-19190-3.
16. ↑   Lipson, E., The Economic History of England, Vol. 2: The age of mercantilism, Macmillan Press, 1982,  pp. 10-92, ISBN 978-0-333-19190-3.
17. ↑   Bowden, Peter J., Wool Trade in Tudor and Stuart England, Routledge, 1971, ISBN 978-0-7146-1275-1.
18. ↑   Clay, C. G. A., Economic Expansion and Social Change: England 1500-1700: Volume 2, Industry, Trade and Government, Cambridge University Press, 1985,  pp. 119-20, ISBN 978-0-521-27769-3.
19. ↑   Mennell, Stephen, All manners of food: eating and taste in England and France from the Middle Ages to the present, University of Illinois Press, 1996, ISBN 978-0-252-06490-6.
20. ↑   Appleby, Andrew B., Famine in Tudor and Stuart England, Stanford University Press, 1978, ISBN 978-0-8047-0956-9.
21. ↑   Appleby, Andrew B., Grain prices and subsistence crises in England and France, 1590–1740, in Journal of Economic History, vol. 39, n. 4, 1979,  pp. 865-887, JSTOR 2120334.
22. ↑   Pound, John F., Poverty and vagrancy in Tudor England, Routledge, 2016, ISBN 978-1-138-16769-8.
23. ↑   Poverty in Tudor Times, su spartacus-educational.com. URL consultato il 27 febbraio 2019 (archiviato il 22 novembre 2008).
24. ↑   Slack, Robert, Poverty and policy in Tudor and Stuart England, Longman, 1988, ISBN 978-0-582-48965-3.
25. ↑   Hoppit, Julian, A Land of Liberty?: England 1689-1727 (New Oxford History of England), Oxford University Press, 2000,  p. 344, ISBN 978-0-19-822842-4.
26. ↑   Lipson, Ephraim, The Economic History of England, A. & C. Black, 1931,  p. 188.
27. ↑   Evans, Eric J., The forging of the modern state: early industrial Britain, 1783-1872, Routledge, 2018, ISBN 978-1-138-24352-1.
28. ↑   Carlos, Ann M. e Nicholas, Stephen, "Giants of an Earlier Capitalism": The Chartered Trading Companies as Modern Multinationals, in Business history review, vol. 62, n. 3, 1988,  pp. 398-419, JSTOR 3115542.
29. ↑  Lipson (1931), pp. 184-370 fornisce le storie sintetiche di 10 importanti compagnie commerciali: I mercanti avventurieri, la Compagnia delle Indie orientali, la Compagnia delle terre orientali, la Compagnia di Russia, la Compagnia del Levante, la Compagnia africana, la Compagnia della Baia di Hudson, la Compagnia francese, la Compagnia spagnola e la Compagnia dei Mari del Sud.
30. ↑   Hoppit, Julian, A Land of Liberty?: England 1689–1727, Oxford University Press, 2000,  pp. 334–38, ISBN 978-0-19-822842-4.
31. ↑   Hoppit, Julian, The Myths of the South Sea Bubble, in Transactions of the Royal Historical Society, vol. 12, n. 1, 1962,  pp. 141-165.
32. ↑   Savelle, Max, Seeds of Liberty: The Genesis of the American Mind, 1948,  pp. 204ss, ISBN 978-1-4191-0707-8.
33. ↑  Darwin (2012), pp. 21-22.
34. ↑  Darwin (2012), p. 166.
35. ↑   Treveljan, George Otto, The American Revolution, vol. 1, 1899,  pp. 128ss.
36. ↑   Nester, William R., The Great Frontier War: Britain, France, and the Imperial Struggle for North America, 1607-1755, Praeger, 2000,  p. 54, ISBN 978-0-275-96772-7.
37. ↑  Lipson (1931), pp. 10-183.
38. ↑   Schubert, H. R., History of the British Iron and Steel Industry from c. 450 B.C. to 1775 A.D., Routledge, 1957.
39. ↑   Wrigley, E. Anthony, Reconsidering the Industrial Revolution: England and Wales, in Journal of Interdisciplinary History, vol. 49, n. 01, 2018,  pp. 9-42.
40. ↑   Baten, Jörg, A History of the Global Economy. From 1500 to the Present, Cambridge University Press, 2016,  pp. 13-16, ISBN 978-1-107-50718-0.
41. ↑   Hoppit, Jukian, The Nation, the State, and the First Industrial Revolution, in Journal of British Studies, vol. 50, n. 2, 2011,  pp. 307-331.
42. ↑   Redford, Arthur, Labour migration in England, 1800-1850, Manchester, Manchester University Press, 1976,  p. 6.
43. ↑   Lehmann, Hartmut e Roth, Guenther (a cura di), Weber's Protestant Ethic: Origins, Evidence, Contexts, Cambridge University Press, 1995, ISBN 978-0-521-55829-7.
44. ↑   Margaret C. Jacob e Matthew Kadane, Missing, Now Found in the Eighteenth Century: Weber's Protestant Capitalist, in American Historical Review, vol. 108, n. 1, febbraio 2003,  pp. 20-49, JSTOR 10.1086/533044.
45. ↑   Digital History, Steven Mintz, Was slavery the engine of economic growth?, su digitalhistory.uh.edu. URL consultato il 7 marzo 2009 (archiviato dall'url originale il 13 maggio 2012).
46. ↑   Piers Brendon, The Decline and Fall of the British Empire, 1781-1997, Alfred A. Knopf, 2008, ISBN 978-0-307-26829-7.
47. ↑  Cain e Hopkins (2001).
48. ↑   Paul Kennedy, The Rise and Fall of the Great Powers – economic change and military conflict from 1500 to 2000, 1989,  pp. 128–9, ISBN 978-0-679-72019-5.
49. ↑   Roger Wells, The revolt of the south-west, 1800-1801: a study in English popular protest, in Social History, n. 6, 1977,  pp. 713-744.
50. ↑   Asa Briggs, The Making of Modern England 1783-1867: The Age of Improvement, Pearson Education Limited, 1959,  pp. 162-4.
51. ↑  Briggs (1959), pp. 143, 162.
52. ↑   Richard Cooper, William Pitt, Taxation, and the Needs of War, in Journal of British Studies, vol. 22, n. 1, 1982,  pp. 94-103, JSTOR 175658.
53. ↑   Élie Halévy, A History of the English People in 1815, vol. 2, Ernest Benn, 1965,  pp. 205-6, 215-228.
54. ↑   Roger Knight, Britain Against Napoleon: The Organisation of Victory, 1793-1815, Allen Lane, 2013.
55. ↑   J. Steven Watson, The Reign of George III 1760-1815, Oxford University Press, 1960,  pp. 374-77, 406-7, 463-71, ISBN 978-0-19-821713-8.
56. ↑   Patrick O'Brien, The Impact of the Revolutionary and Napoleonic Wars, 1793-1815, on the Long-Run Growth of the British Economy, in Review: A Journal of the Fernand Braudel Center, vol. 12, n. 3, 1989),  pp. 335-395.
57. ↑   Nicholas Crafts, Forging Ahead and Falling behind: The Rise and Relative Decline of the First Industrial Nation, in The Journal of Economic Perspectives, vol. 12, n. 2, primavera 1998,  pp. 193-210, JSTOR 2646970.
58. 1 2  Hobsbawm (1975), p. 309.
59. 1 2  Morgan (2008), p. 474.
60. ↑   International Monetary Fund Research Dept., World Economic Outlook, May 1997: Globalization: Opportunities and Challenges, International Monetary Fund, 1997,  p. 113, ISBN 978-1-4552-7888-6.
61. ↑   Income tax abolished and reintroduced, su parliament.uk. URL consultato il 5 ottobre 2018.
62. ↑   Andrew Porter, The Oxford History of the British Empire: Volume III: The Nineteenth Century, Oxford University Press, 1999,  p. 35, ISBN 978-0-19-820565-4.
63. 1 2 3   Lawrence James, The Rise and Fall of the British Empire, St. Martin's Griffin, 1997,  p. 172, ISBN 978-0-312-16985-5.
64. ↑  Porter (1999), p. 33.
65. ↑  INTERNATIONAL TRADE STATISTICS 1900 – 1960 (bozza, non validata) United Nations, 1962.

### Prima guerra mondiale
- (EN)  Adams, R. J. Q.,  "Delivering the Goods: Reappaising the Ministry of Munitions: 1915–1916." Albion: A Quarterly Journal Concerned with British Studies (1975) 7#3 pp: 232–244  in JSTOR
- (EN)   Charles Whiting Baker, Government control and operation of industry in Great Britain and the United States during the World War, New York, Oxford University Press, 1921.
- (EN)  Burk, Kathleen, Britain, America and the sinews of war, 1914-1918 (1985) online free
- (EN)  Great Britain. Ministry of Munitions, History of the Ministry of Munitions (8 vol. 1922), online free
- (EN)  Grieves, Keith, The politics of manpower, 1914-18 (Manchester UP, 1988).
- (EN)  Hancock, W.K. & M. M. Gowing, British War Economy (1949) pp 3–40 online
- (EN)   Hurwitz, Samuel J., State Intervention in Great Britain: Study of Economic Control and Social Response, 1914–1919, Routledge, 1949, ISBN 978-1-136-93186-4.
- (EN)  McVey, Frank L., The financial history of Great Britain, 1914-1918 (1918) online free
- (EN)  Whetham, Edith H., The Agrarian History of England and Wales: Volume VIII: 1914–39 (Cambridge University Press, 1978), pp 70–123

### Fonti primarie
- (EN)  Bland, A.E., P.A. Brown e R.H. Tawney, (a cura di) English economic history: select documents (Macmillan, 1919). online 733pp; per il periodo dal 1086 agli anni 1840.
- (EN)  Pollard, Sidney e Colin Holmes, (a cura di) Documents of European Economic History: Process of Industrialization, 1750-1870 v. 1 (1968) passim.
  - (EN)  Pollard, Sidney e Colin Holmes, (a cura di) Documents of European Economic History: Industrial power and national rivalry 1870-1914 v. 2 (1972) passim
  - (EN)  Pollard, Sidney e Colin Holmes, (a cura di) Documents of European Economic History: The End of the Old Europe 1914-1939 v. 3 (1972) passim
- (EN)  Tawney, R. H., e Eileen Power, (a cura di) Tudor Economic Documents (3 voll. 1924). vol 1 on agriculture and industry